# Três Pontas
Três Pontas es un municipio brasileño ubicado en el sur de Minas Gerais.

## Personalidades
La venerable carmelita Tereza Margarida do Coração de Maria vivió en la ciudad, donde fundó un monasterio.